# نووبلاگووشچنکا
نووبلاگووشچنکا (انگلیسی: Novoblagoveshchenka) یک شهرک در شهرستان بلاگووشچنسکی باشقیرستان کشور روسیه است.